# جهش مرغ عشق آبی

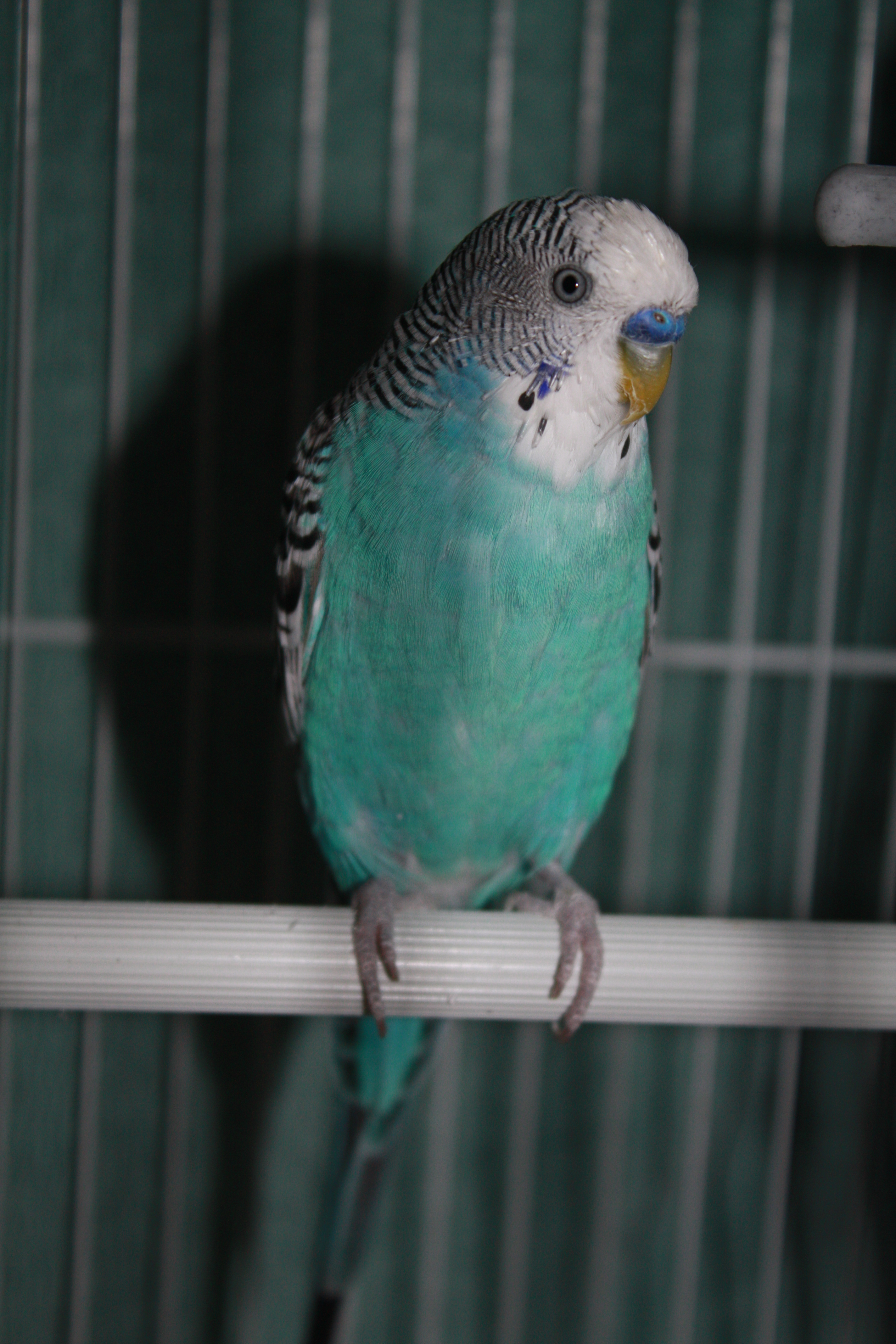
مرغ عشق آبی آسمانی

جهش مرغ عشق آبی یکی از تقریباً ۳۰ جهش است که بر رنگ مرغ عشق تأثیر می‌گذارد. این بخشی از ساختار ژنتیکی گونه‌های شناخته‌شده زیر است: Skyblue, Cobalt, Mauve و Violet.
جهش آبی نخستین بار در سال 1878 در پرندگان M Limbosch از اوکل، حومه بروکسل پدیدار شد، اما باور بر این است که این گونه در سال ۱۸۸۱ از بین رفت. آبی‌ها بین سال‌های ۱۸۸۱ و ۱۸۸۵ به‌طور مستقل در هلند پدیدار شدند و آقای پاولز از اوربرگ در نزدیکی بروکسل آنها را از این نژاد هلندی به بلژیک معرفی کرد.

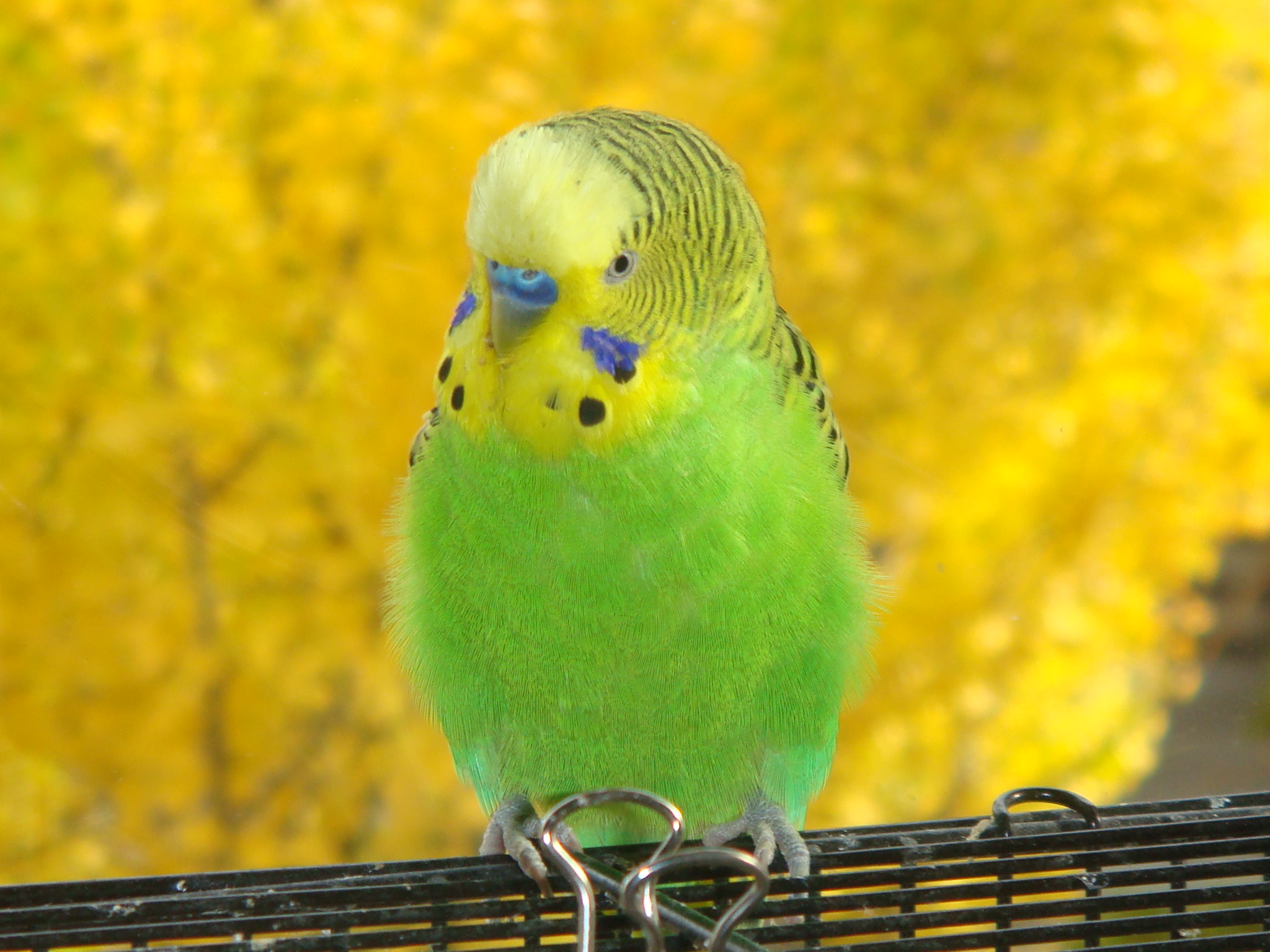
رنگ سبز روشن یک مرغ عشق از نوع وحشی

| تنوع       | کد پنتون |
| ---------- | -------- |
| سبز روشن   | ۳۷۵      |
| آبی آسمانی | ۳۱۰      |
| کبالت      | ۲۹۱۵     |
| ارغوانی    | ۵۳۵      |
| بنفش       | ۲۷۲۷     |